# Wallace Monument
National Wallace Monument (generelt kendt som Wallace Monument) er et tårn, der står på på Abbey Craig, en bakketop med udsigt til Stirling i Skotland. Det mindes Sir William Wallace, der var en skotsk frihedskæmper fra 1200-tallet.
Tårnet er åbent for offentligheden og har gratis agang. Besøgende kan gå de 246 trin op til udsigtsplatformen øverst. Der er tre udstillingslokaler på vej op, og blandt de udstillede genstande er Wallacesværdet.